# Pasteur Colombe
Pour les articles homonymes, voir Bérenger et Jean Bérenger.
Le  pasteur Jean Bérenger, dit « Colombe » (1731-1813) ou « Le Martyr », fut un chef prédicant célèbre du temps de la clandestinité pour la religion réformée,  président du synode des églises du désert dans le Dauphiné, père du comte d'Empire Jean Bérenger, personnalité d'influence sous le Premier Empire.

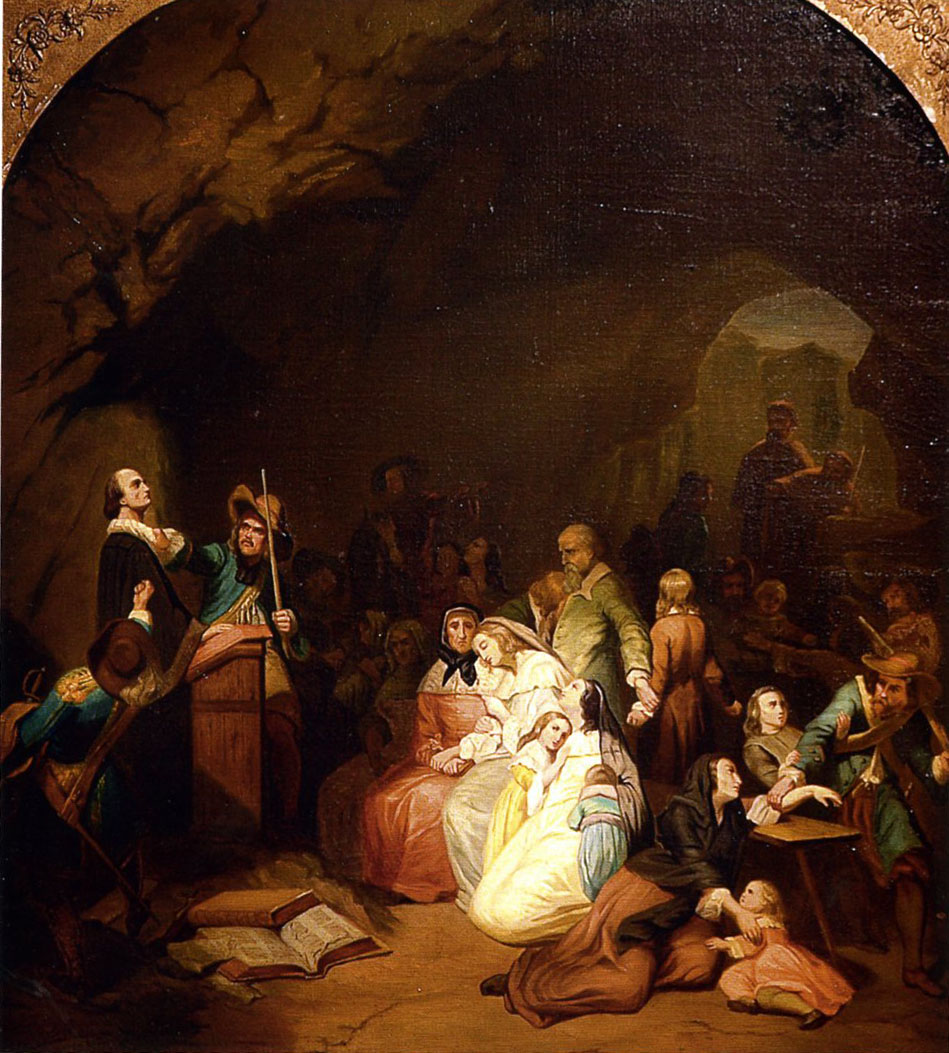
Un pasteur au désert prêchant devant une assemblée de fidèles

## Jeunesse dans une famille huguenote accueillante aux proscrits

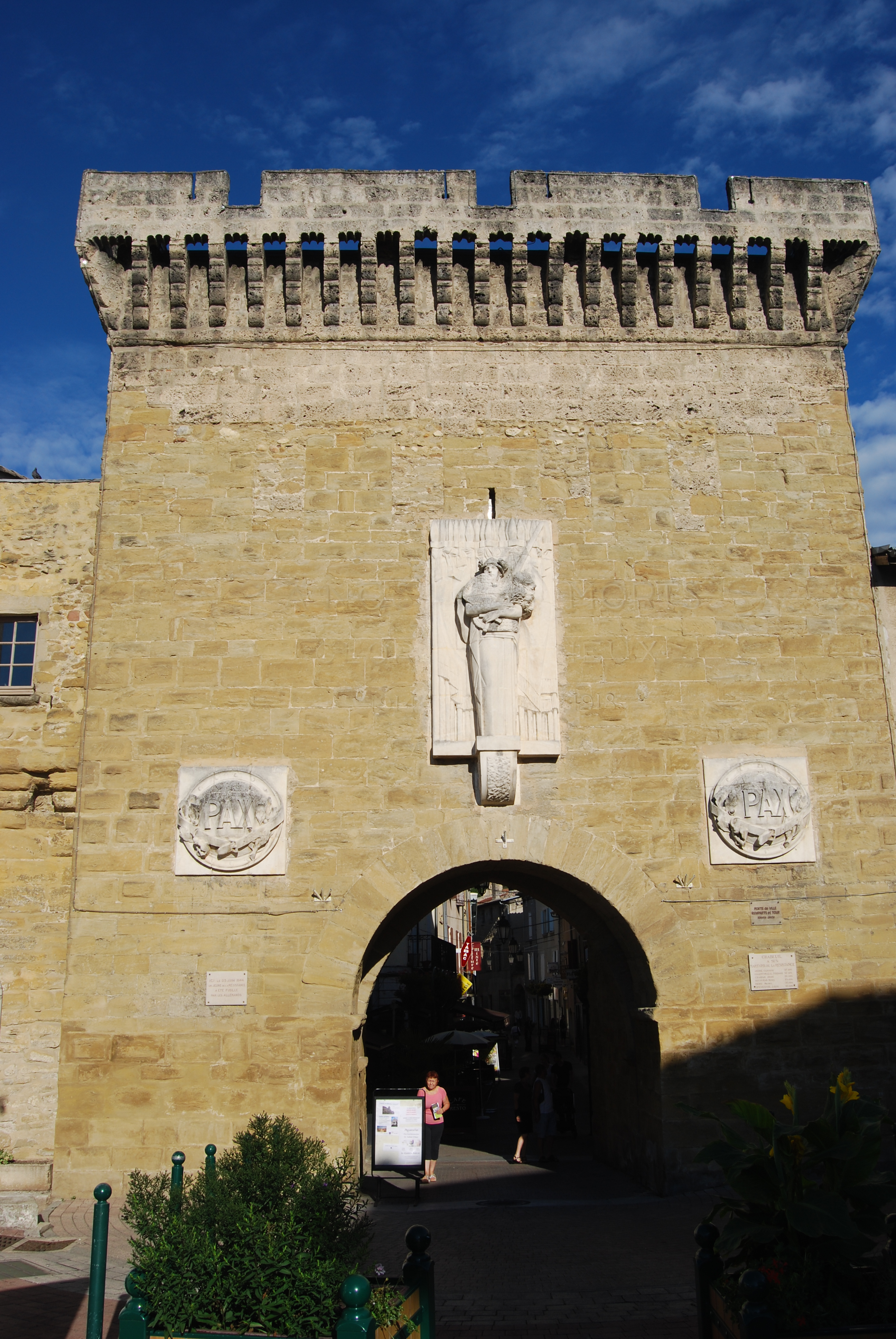
Porte de la ville de Chabeuil

Jean Bérenger, dit « Colombe »  naît en 1731, aux  Ferrands, un hameau près de La Baume-Cornillane, sur le territoire de Chabeuil (Drôme), qui dépend alors du bailliage épiscopal de Valence. Son père, lui-même prénommé  Jean, est né sur cette terre en 1714, quelques mois avant la mort de Louis XIV, le révocateur de l'édit de Nantes  Jean Bérenger grandit au sein d'une famille qui s'est toujours distinguée par son attachement aux doctrines de la Réforme et sa fidélité à l'heure des persécutions. Dans la maison parentale, il y a  une cachette dissimulée dans un double plancher, où l'on cache la bible et les cantiques de Clément Marot. Hommes, femmes et enfants, «pratiquent» souvent à la veillée, toujours en famille. C'est dans ce milieu que la piété naissante du jeune Bérenger se développe.

## Suivre l'exemple des martyrs

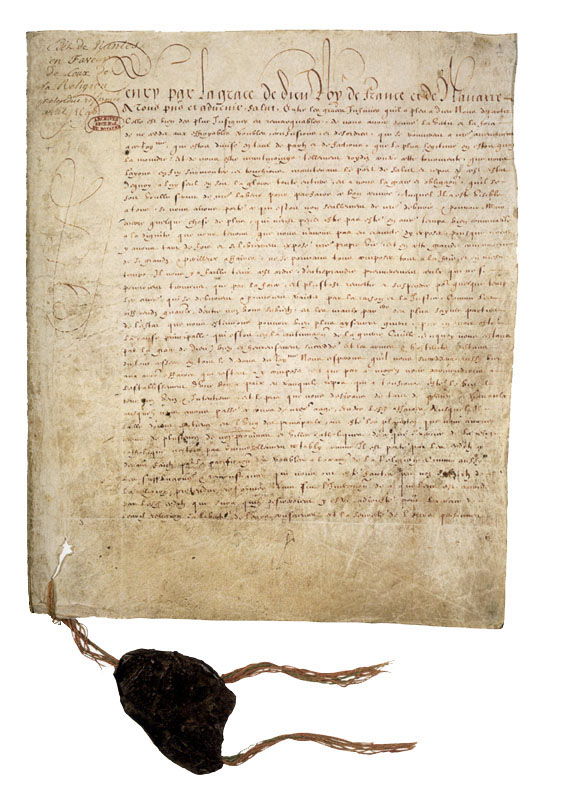
La Révocation de l'Édit de Nantes en 1685, condamne les Protestants à l'exil ou à la clandestinité

### Trois exécutions successives

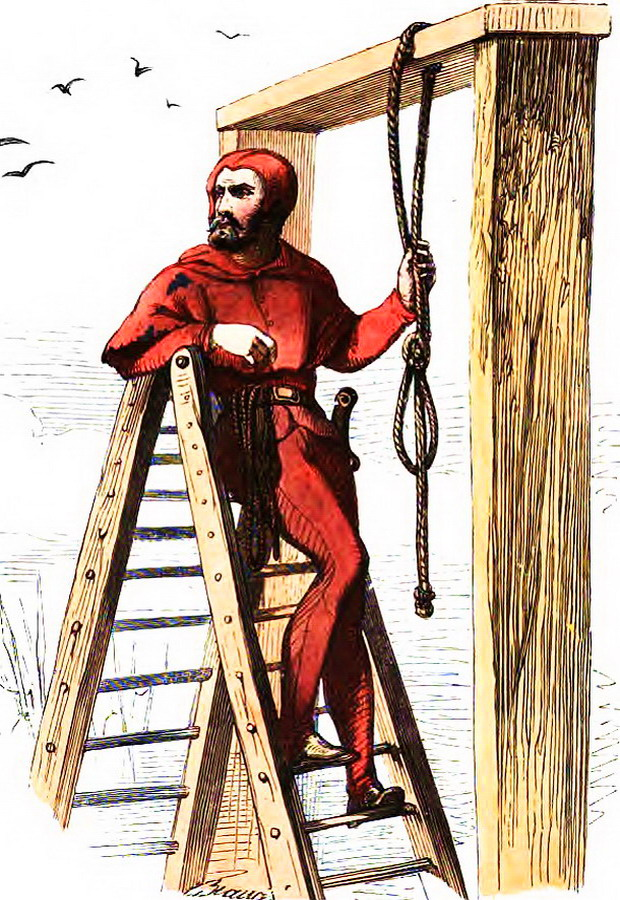
Pour les Pasteurs, c'est la condamnation à mort !

Il sort à peine de l'enfance, lorsque, en 1745, se dressent dans le Dauphiné, à trois mois d'intervalle, les potences de Louis Ranc, un ardéchois de 29 ans et du vieux Jacques Roger, qui avait blanchi à l'œuvre, qu'il avait  vus plus d'une fois chez ses parents; le supplice de Desubas suit quelques mois après. 
Opérée près de Près de Saint-Agrève, l'arrestation de Mathieu Majal, dit Désubas, suscite partout des émeutes populaires et par contre-coup, la mobilisation de  l’infanterie. Le prisonnier est embarqué à Nîmes, escorté de huit cents hommes de troupe, puis à Montpellier. Son supplice a lieu sur la grande esplanade le 2 février 1746.  Privé de l'essentiel de ses vêtements, jambes nues, ce jeune pasteur de 26 ans se met à prier, à genoux, au bas de l’échelle du gibet devant une foule bouleversée. On lui a préparé un bûcher où brûlent des livres de piété protestants et ses notes synodales. Il refuse le crucifix que ses bourreaux veulent le voir embrasser. Il va brûler au son des tambours, un subterfuge raffiné de ses persécuteurs pour empêcher les suppliciés d’exhorter l’assistance.

### Une vocation précoce
C'est en apprenant la fin de ces trois martyrs, si calmes en face de la mort, en particulier celle de Desubas, que le jeune Dauphinois sent s'affermir sa vocation.  Lui aussi entend  consacrer sa vie au service des Églises sous la croix, c'est-à-dire, l’Église protestante qui s’organise en France après la Révocation de l’Edit de Nantes (1685), de façon clandestine. Encore faut-il suivre la formation requise or il n'a encore que 14 ans...

### 'Trop jeune! Il va devoir patienter...

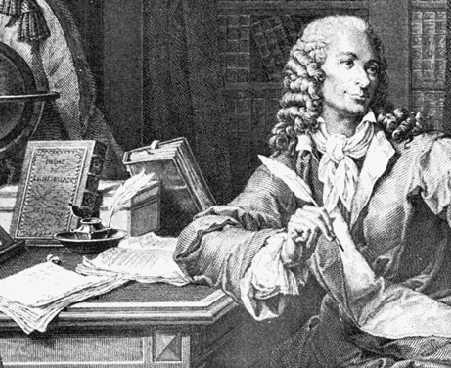
Les responsables du séminaire de Lausanne appartiennent pour la plupart au cénacle de Voltaire ou Jean-Jacques Rousseau

« Cette mort, bien loin de causer quelque découragement parmi nos jeunes gens, » s'enthousiasme bientôt Antoine Court, fondateur du Séminaire de Lausanne, « ne sert qu'à enflammer leur zèle. Rien n'est si beau que les sentiments qu'ils expriment ; et, ce qu'il y a de plus digne d'admiration, c'est que, depuis cette mort, il se présente deux nouveaux sujets. » Bérenger est l'un d'eux.
Au séminaire de Lausanne, les places sont « rares »; on ne forme pas plus de 5 ou 6 élèves par an. Antoine Court adresse  néanmoins une chaleureuse lettre de recommandation en faveur du jeune Bérenger, à « Sarasin l'aîné », le 10 avril 1746. Ce Sarasin  est un grand pasteur et professeur à Genève, issu de la lignée des Sarasin, proches de Jean Calvin, Henri IV et Gaspard de Coligny et même de Nostradamus. C'est un proche de Jean-Jacques Rousseau.
« Il n'a besoin que de votre décision et de l'avis qu'il vous plaira m'en donner pour être reçu ici. Son admission et sa consécration aux Églises du Dauphiné seraient, au jugement  de M. de Monttrond, qui connaît cette province-là et beaucoup la famille du sieur Bérenger, fort avantageuses aux Églises de ladite province ». 

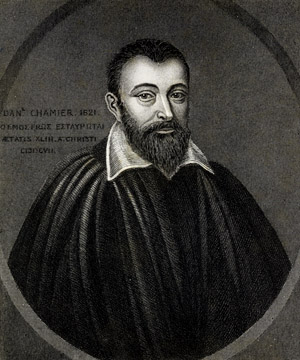
Daniel Chamier, rédacteur de l'édit de Nantes

Malheureusement, Bérenger n'a pas 15 ans et le sage professeur Polier de Bottens, président du séminaire de Lausanne, temporise :  
« En supposant qu'il soit admis, qu'il s'engage de restituer tout ce qu'il aura reçu, au cas que, dans la suite, il vînt à changer de dessein ». 
La  détermination du jeune garçon ne va pas se démentir et pour cause, en juillet 1748,  le pasteur Duperron, surnommé La Plaine, ancien élève d’Antoine Court , est en convalescence chez les Bérenger, lorsqu'il est arrêté, le 17, par la maréchaussée de Chabeuil. Il a été dénoncé par le protestant Antoine Faure, ancien domestique de Bérenger « père », qui, chassé par son maître, se venge en faisant arrêter l'hôte de ce dernier, et par un catholique de Montvendre, Louis Bouteille. Les deux dénonciateurs obtiennent chacun trois cents livres de gratification pour leur méfait. Les jésuites vont  circonvenir le pauvre La Plaine, chercher par la menace de la mort à le faire abjurer. Ce à quoi, il va d'abord répondre : 
« Si je n'ai pas la gloire de résoudre toutes les objections qu'on peut me faire avec autant de netteté que je le souhaiterais, j'aurai du moins celle, avec le secours de Dieu, de ne perdre jamais de vue mon devoir. »  
Cinquante-quatre conférences et la crainte du supplice vont pourtant triompher de son courage : La Plaine finit par apostasier. C'est le premier pasteur qu'épouvante depuis 1715 la perspective du gibet.
Deux ans, vont encore s'écouler avant que Bérenger voit les portes du séminaire de Lausanne s'ouvrir devant lui. En attendant, il suit, les pasteurs de la province en qualité d'élève ambulant. Doué d'une âme fortement trempée, il fait sien  l'enseignement  des successeurs de Daniel Chamier (1565-1621) ;  Chamier est le professeur de théologie, d'hébreu, de latin et de grec de l'académie de Montauban, qui négocia  et  fut l'un des rédacteur de l'Édit de Nantes, (notamment de ses clauses secrètes) auprès d'Henri IV.  Il  avait continué l'œuvre de propagation religieuse dans tout le midi de la Provence. Bérenger fait avec ses maîtres de rapides progrès , » nous apprend M. Arnaud, « car il a de l'intelligence et une mémoire prodigieuse. » 
En 1749, à 18 ans, il est même agrégé au corps des « proposants », c'est-à-dire qu'il reçoit l'autorisation de prêcher, sans pouvoir toucher aux sacrements.
Et voilà qu'enfin, dans le courant de mai de l'année suivante, c'est-à-dire en 1750, il prend le chemin de Lausanne pour devenir ministre au désert à part entière. Il vient d'avoir 19 ans.

## Une formation de combat à Lausanne

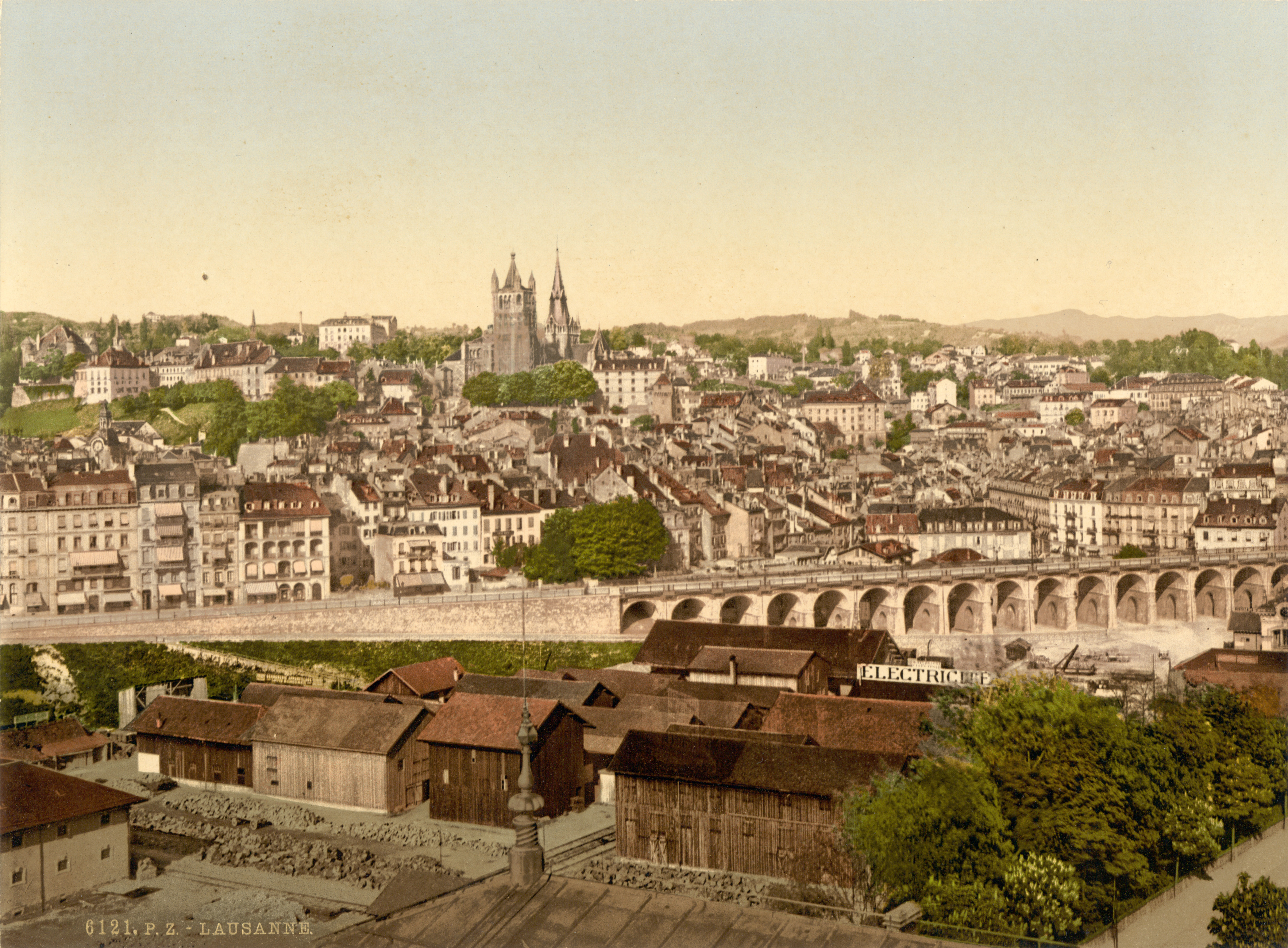
Lausanne

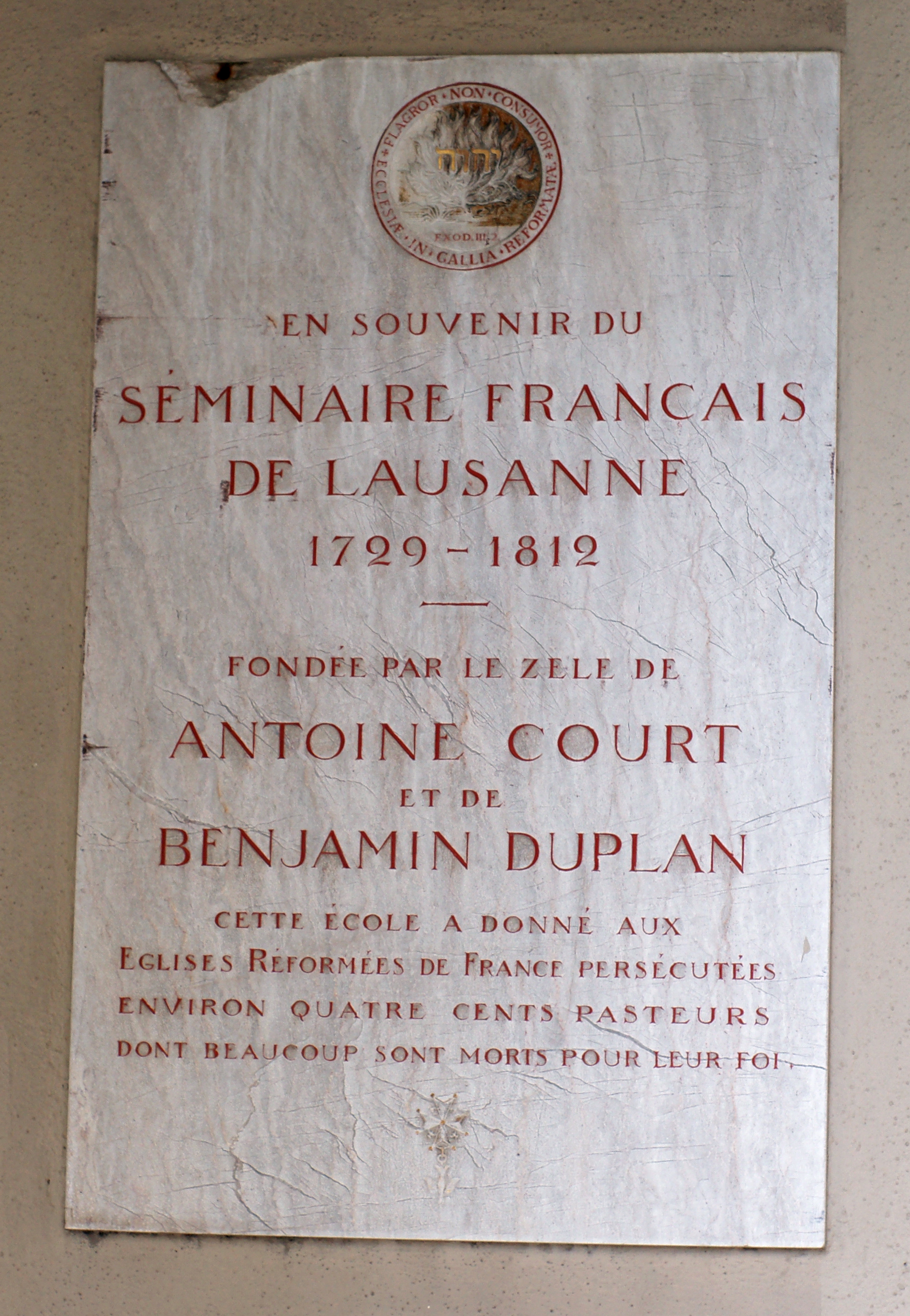
Bérenger est formé au Séminaire de Lausanne

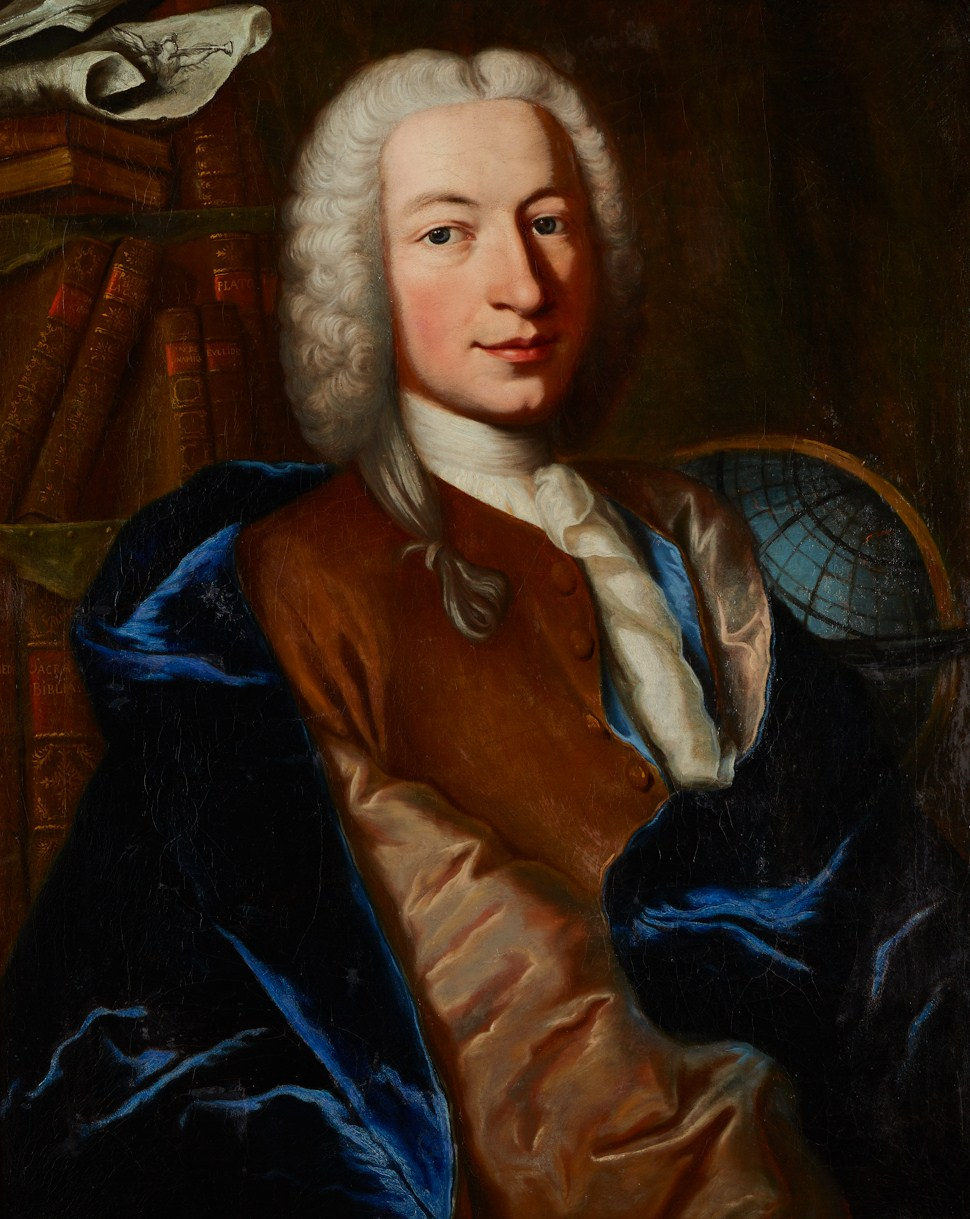
Loys de Cheseaux, astronome

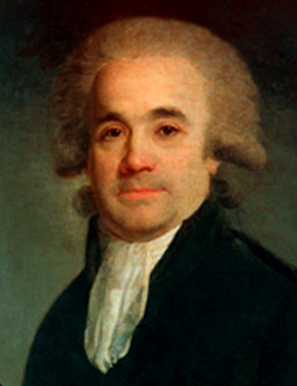
Rabaut Saint-Étienne: défenseur de « la liberté de la pensée et des opinions » dans la déclaration des Droits de l'homme (élève à Lausanne)

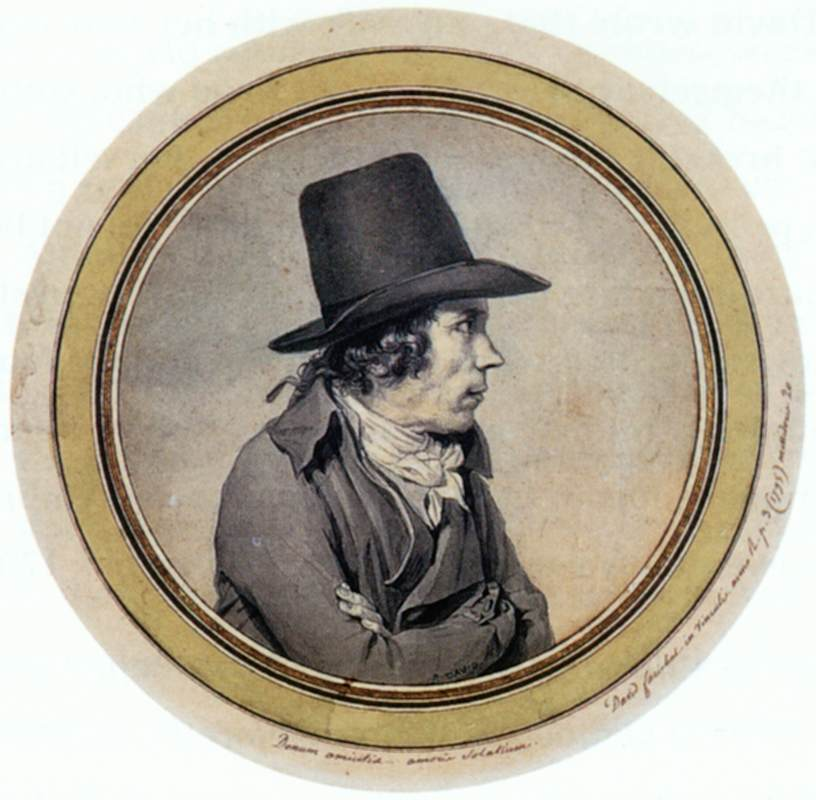
André Jeanbon, l'homme qui fit adopter le drapeau Bleu, blanc, rouge (élève à Lausanne)

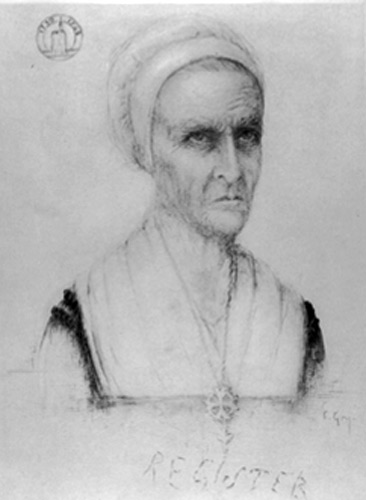
Le frère de Marie Durand (enfermée 38 ans à la Tour de Constance), Pierre Durand, sera le 1er martyr au désert (en 1732): il sort lui aussi de "Lausanne"

### Comité de direction du séminaire
Le  séminaire français de Lausanne, destiné à remplacer les Académies réformées, fermées dès avant la Révocation de l’édit de Nantes, et qui forme les Pasteurs au désert. Le comité directeur de cette académie qui existera de 1726 à 1812, se compose notamment de M. de Montrond, d'Antoine-Noé de Polier de Bottens, de Loys de Chéseaux, et  surtout d'Antoine Court. 
Cette école s'est fondé dans cette ville, en effet, grâce à l'initiative du Français Antoine Court. Protestant ardéchois, de plus de 30 ans l'aîné de Bérenger, il  a accompagné un temps les Camisards, puis vers 1713  a rompu avec leurs guerres pour se consacrer plus pacifiquement à la restauration  de l’ancienne discipline presbytéro-synodale des Églises réformées. Dans les années, 1730,  il s'est réfugié à Lausanne où il restera jusqu’à la fin de sa vie. Il  va réunir  soutiens et fonds pour ses coreligionnaires français persécutés et souvent vus comme des rebelles par l’Europe protestante qui les incite à quitter leur pays plutôt que d’y tenir des cultes clandestins.
Jean Philippe Loys de Cheseaux, est issu d'une famille possédant la seigneurie de Cheseaux près de Lausanne, au Pays de Vaud. Il est alors un astronome de réputation européenne (Cf.la Comète de Chéseaux : C/1743 X1).
Originaire du Rouergue, Polier de Bottens est quant à lui un proche de  Voltaire; il a engagé l'illustre Français à venir fixer sa résidence sur les bords du Léman. Le maitre de Ferney, loue sa science et sa piété sincère. N'a-t-il pas demandé à Polier de collaborer  pour quelques articles de sa compétence à l’Encyclopédie de Diderot et D’Alembert ?

### Financement international
Ce mouvement de résistance implanté en Suisse, « soudoyé par les puissances étrangères », au grand dam de « feu » Louis XIV , formera au XVIIIe siècle 400 prédicants Réformés en 80 ans. Personne ne dit d'où viennent les fonds destinés à l'entretien du séminaire, comment ils ont été obtenus, ni quels sont les donateurs ; on observe[Qui ?] à cet égard un profond silence. Quelques hommes sont seuls dans le secret, et ils le gardent. À Genève siège un comité composé d'hommes sûrs et dévoués : Vial, Maurice, Turrétin, plus tard Pictet, Lullin, M. de Végobre, plusieurs autres. Ce comité, usant de très-grandes précautions, brûlant au bout d'un certain nombre d'années les papiers compromettants, écrivant en chiffres ses procès-verbaux, afin que ses papiers n'apprennent rien au gouvernement français, s'ils étaient saisis, — reçoit l'argent des bienfaiteurs, le place, le déplace, en dispose et ne rend compte à personne de sa gestion. Seuls, les directeurs du séminaire  sont tenus au courant de ce qui se passe. Ainsi l'aont voulu les donateurs. Ce comité s'appelle l'hoirie. On l'appelle[Qui ?] encore :  l'Association de secours pour les fidèles affligés. Pendant la soixantaine d’années qui va de 1726 à 1787, bien que beaucoup de gens connaissent l’existence du séminaire dans les Églises de France et en Suisse, en Grande-Bretagne et jusqu’au Danemark et en Suède, en passant par les Pays-Bas, le secret est  si bien gardé que ce n’est qu’en 1787 que l’évêque de Fribourg, titulaire aussi de l’évêché de Lausanne, apprend son existence.
Ceux qui, pendant tout le dix-huitième siècle, vont soutenir de leur argent les églises de France, sont principalement les Princes protestants de l'étranger et les anciens réfugiés. En 1744, l'hoirie ne veut ou ne peut annuellement accorder que six bourses aux étudiants ; mais Antoine Court désire ardemment les porter au nombre de douze. Il s'adressa à ses frères de France :
– « C'est à fournir à ce secours que j'exhorte tous nos frères, tous les membres qui composent nos chères Églises, mais en particulier tous nos bons bourgeois et riches marchands. Rien ne saurait s'offrir de plus beau ni de plus glorieux pour faire briller avec éclat la générosité dont je suppose qu'ils sont animés. »

### Une école de la mort
« Étrange école de la mort » dira  de cet établissement Michelet ; « une école qui, défendant l'exaltation dans un modeste prosaïsme, sans se lasser, envoyait des martyrs et alimentait l'échafaud ». Ce jugement sera ratifié par l'histoire : il restera éternellement gravé au fronton de l'édifice. Beaucoup d'élèves de Lausanne vont perdre la vie.

### Un enseignement imprégné des Lumières réservé aux plus ardents
Les études que suit Bérenger à Lausanne sont échelonnées sur deux ans ; elles comprennent le grec, la philosophie et la théologie. L’enseignement  est marqué par la philosophie des Lumières et une part plus grande est faite à la « raison ».
Au sein de l'école, les enseignants sont des professeurs de l’Académie et des pasteurs qui viennent de Zurich, Berne et Genève.  Les étudiants français sont envoyés à cette école par décision du synode. Plusieurs provinces exigent qu’avant de se rendre à Lausanne, l’étudiant ou le « proposant » signe un double engagement de revenir dans la province dont il dépend, et de ne pas abandonner son dessein initial.
Jean Bérenger se prépare, sous la direction de maîtres habiles, à sa vocation future, et c'est avec joie qu'il traverse la frontière, au mois de juin 1752, pour rentrer dans le Dauphiné et se consacrer aux chers fidèles de sa province.

## Premiers mois de son ministère en France

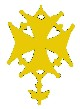
Croix huguenote

Au mois d'avril 1758, Jean Bérenger est consacré au "saint ministère", le même jour que  Gaspard Marcel, fortifiant ainsi le corps pastoral. Cependant les persécutions redoublent de vigueur. Son titre de ministre l'expose bien plus que par les années passées. Bérenger croit plus opportun de s'éloigner de sa valée natale.  Il quitte  le territoire de Chabeuil, alors soumis à l'autorité temporelle épiscopale de Valence,  pour les montagnes moins accessibles du  Trièves, dans le nord du Dauphiné (Vercors), où vivent un grand nombre de familles toujours attachées secrètement à leur culte, proscrit par la loi civile.

## Les montagnes du Trièves: un lieu plus sûr pour des proscrits

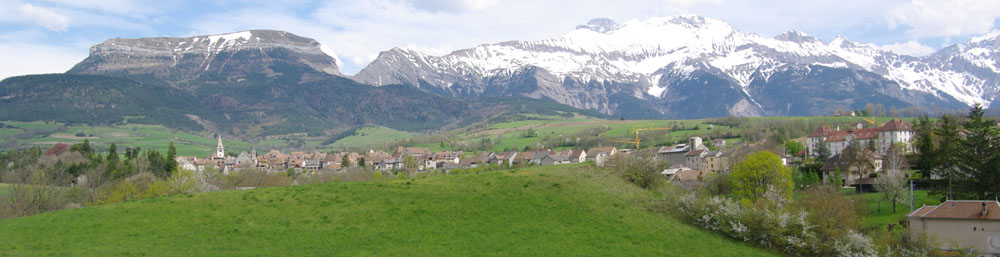
Village protestant de Mens (Isère), le nouveau fief du Pasteur Colombe

### Une terre protégée par ses «cols»
La vallée du Trièves, qui s'étend sur la rive gauche du Drac , au midi du département de l'Isère, dans cette contrée montagneuse qui faisait autrefois partie du Haut-Dauphiné, comprend, sur un espace d'environ vingt-cinq lieues carrées, une population protestante nombreuse, répandue dans près de quarante villages ou hameaux , d'où le vent de la persécution n'est jamais parvenu à la chasser. C'est moins une vallée uniforme qu'un ensemble de vallées, reliées par des cols plus ou moins élevés et des chemins couverts en hiver de plusieurs pieds de neige, et praticables seulement aux piétons et aux cavaliers; un pays accidenté s'il en fut, propice aux assemblées du Désert et qui favorisait l'évasion des protestants compromis. Lorsqu'on arrive  au  col de Mens, et que le bassin du Trièves se déroule sous ses yeux, on s'arrête involontairement pour contempler les nombreux villages disséminés dans la vallée et les montagnes qui bornent l'horizon : tout près de Mens se dresse le mont Châtel, que sa forme particulière a fait nommer dans le pays, le « Bonnet de Calvin ». 

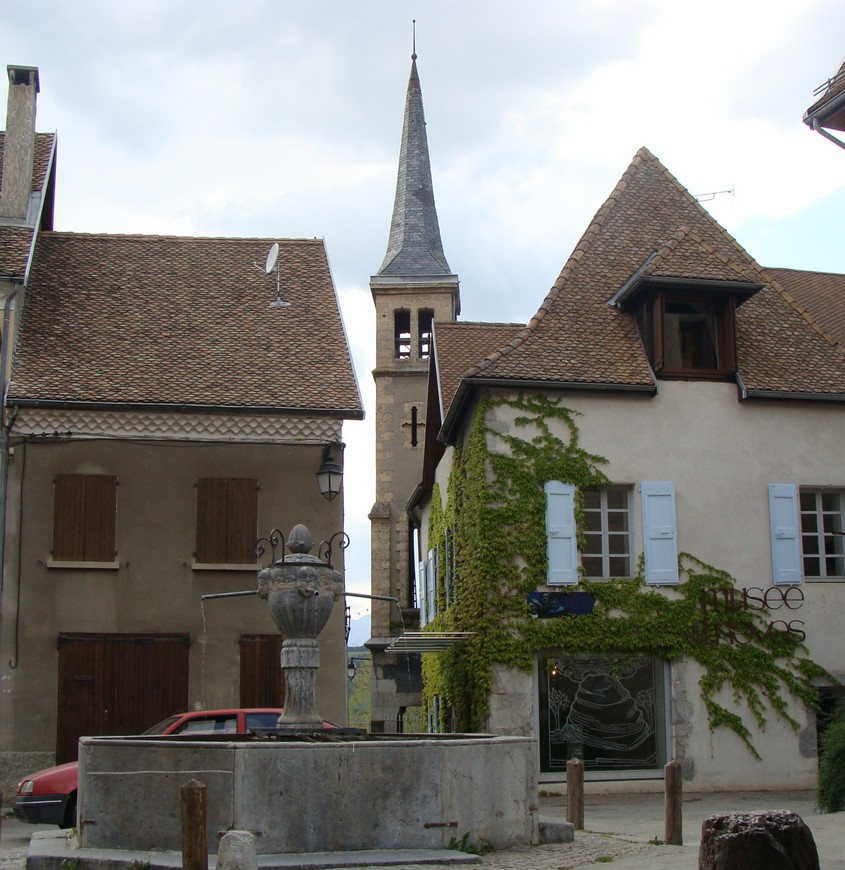
Temple protestant de Mens, la petite Genève (Isère)

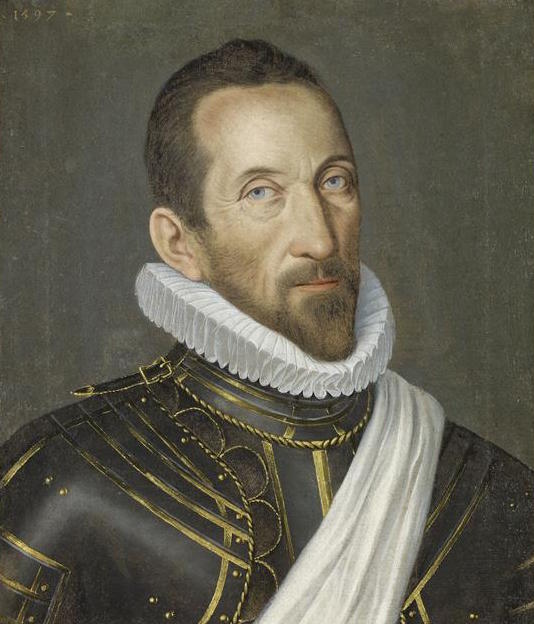
François de Bonne de Lesdiguières, Maréchal de France Huguenot, proche d'Henri IV ; grand protecteur de la région de Mens.

### Un ancien fief huguenot
À la fin du XVIe siècle, la capitale du Trièves, le petit bourg de Mens était à 90 % protestant. Elle était surnommée l« a petite Genève des Alpes ». Les guerres de religion opposant catholiques et protestants sévissaient en France, Mens faisait exception. Le protestantisme se développait tranquillement sur ces terres discrètes, non seulement à l’abri de leurs montagnes, mais aussi protégé par la présence de François de Bonne de Lesdiguières, un maréchal protestant proche  d'Henri IV et grand protecteur de la région.

### Un foyer de résistance
Au milieu du XVIIIe siècle, les choses ont bien changées. En 1685, avec la Révocation de l'Édit de Nantes, le catholicisme s’impose. 300 protestants mensois, sur 1 200 habitants, choisissent l’exil. D’autres s'entêtent à rester sur place et poursuivent leur culte mais dans la clandestinité.
C'est dans ce contexte que Jean Bérenger, fugitif, proscrit, vivant sous des noms d’emprunt (notamment, celui de Pierre Combe), anime un protestantisme toujours ardant dans la contrée. Ceux qui ont décidé de rester en France sont parfois  parmi les plus déterminés. Bérenger réunit ces calvinistes dans tout le Dauphiné , tantôt dans le Gapençais, tantôt dans le Trièves , d'autres fois dans la Matheysine, le plus souvent pendant la nuit, en pleine forêt, pour mieux échapper à la surveillance des dragons du Parlement de Grenoble.

## Une foule de fidèles

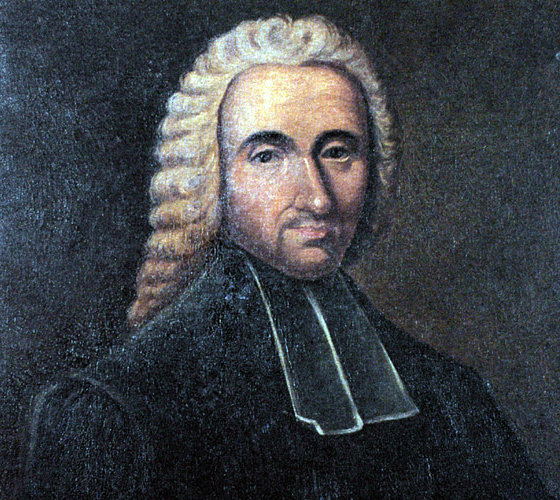
Paul Rabaut, père de Rabaut Saint Étienne formé à Lausanne (tout comme son fils), anime avec Bérenger le protestantisme clandestin de la seconde moitié du XVIIIe siècle

Son ami, le Pasteur Paul Rabaut, père du Constituant Rabaut Saint Étienne  (tous deux, "anciens" du séminaire de lausanne), relate à quoi pouvait ressembler une assemblée au désert dans les années 1750. 
Extraits :
- Les fidèles se donnaient rendez-vous dans un lieu clandestin. Il fallait marcher. Et puis l’on arrivait par exemple dans un bois où pouvaient arriver, en peu de temps, de sept à huit mille personnes. ». On y installait une chaire ambulante.
- Un lecteur montait alors chaire pour lire un chapitre de la sainte Écriture ; puis on chantait un psaume de David, les psaumes latins des catholiques, mis en français. On continuait à lire et à chanter des psaumes, jusqu'à ce que le ministre, vêtu  d’une robe de procureur et d’un rabat noirs, avec un petit liséré blanc, voulût monter en chaire.
- Là, il commençait, par la lecture des dix commandements, devant le peuple étant debout et tête nue, puis par une prière qu'on appelle, « Confession des péchés »; ensuite il faisait chanter quelques couplets d'un psaume, ce qui était suivi d'une seconde prière, après quoi il commençait sa prédication devant des auditeurs fort pénétrés par une éloquence simple et mâle qui parlait du cœur; ce sont là des choses qu'il est aisé de sentir.
- Pour finir, le ministre terminait par une prière en faveur du roi, de la reine, de Monseigneur le Dauphin, de Madame la Dauphine et de toute la famille royale.  Enfin, après la prière, le ministre souhaitait au peuple la bénédiction de Dieu et recommandait les pauvres. Sur quoi, chacun donnait en argent ce qu'il trouvait à propos; et c'est ainsi que l'assemblée finissait et se séparait.

## Première condamnation à mort de… «Colombe»
Les fidèles viennent en masse au réunions de Bérenger. Il en organise de nombreuses et dès cette époque, pour protéger son identité, prend le nom Colombe, par allusion , sans doute, à cette colombe du Cantique des cantiques (II, 14) qui se tient dans les fentes des rochers et dans les cachettes des lieux escarpés. 

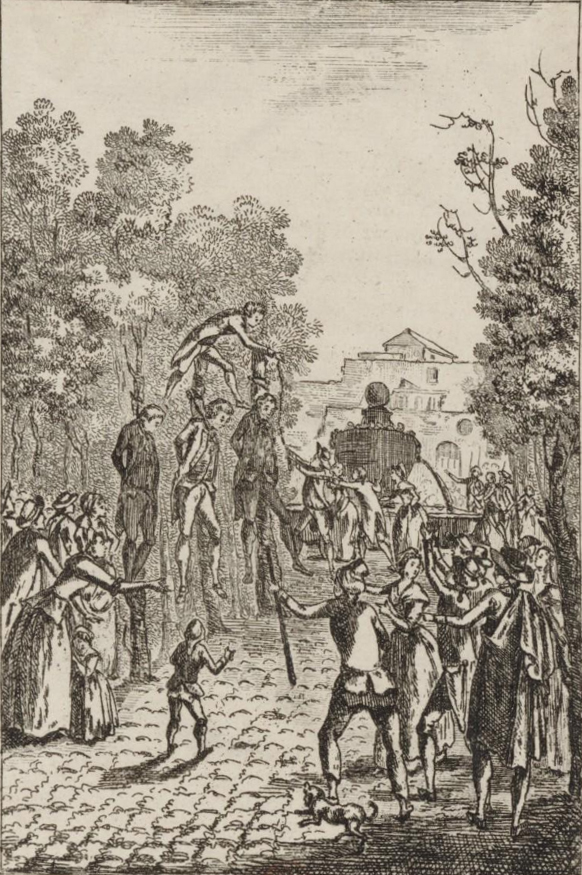
Le 7 septembre 1759, Bérenger est condamné à la pendaison et au bûcher

### Les menaces du Commandant du Dauphiné
« Cela fit du bruit », écrit Rozan quelques semaines plus tard.  C'est ainsi que, le comte de Marcieu, commandant du Dauphiné, adresse de Grenoble la lettre suivante aux consuls des villes et villages de la province : « il me revient de toutes parts, Messieurs, qu'au mépris des déclarations et ordonnances du roi, qui défendent toutes assemblées publiques de jour et de nuit aux religionnaires, elles continuent à se tenir sur le territoire de votre communauté ou des environs, même par des prédicants ou ministres étrangers que vous auriez dû faire arrêter. Le silence que vous avez gardé sur ces sujets importants semble annoncer, de votre part, une indifférence trop marquée à remplir les devoirs de vos charges et autoriser tacitement ces assemblées défendues : ce qui vous rend très punissables. Cependant je veux bien, avant d'en venir aux voies de rigueur, vous avertir que si vous n'informez pas  sur-le-champ ou, tout au plus tard dans les vingt-quatre heures, le commandant des villes, places et des troupes le plus à portée de vous, en même temps que moi, des assemblées de religionnaires qui pourront se tenir à l'avenir sur le territoire de votre communauté et des environs, avec tous les détails circonstanciés, je ne pourrai me dispenser de sévir contre vous comme désobéissants. Faites sur cela les attentions les plus sérieuses et ne me mettez pas dans le cas de vous traiter à la rigueur. »

### Opération de maintien de l'ordre
Le parlement envoie un commissaire sur les lieux, précédé par deux compagnies de soldats, pour prendre des informations.
Lors des interrogatoires, les personnes convoquées, sont interrogées derrière une table sur laquelle reposent deux pistolets, pour faire dire plus surement aux témoins ce que l'on veut entendre.  Une vingtaine de personnes des deux sexes (notamment les trois filles Alloard, d'une respectable famille de Mens) sont arrêtées et traduites dans les prisons de Grenoble. On condamne[Qui ?] les unes au bannissement, les autres à l'amende. Quant à Bérenger, le pasteur qui les avait édifiées par sa parole, son sort est plus clair encore...

### Arrêt  du 7 septembre 1759
L'arrêt du 7 septembre 1759 montre le destin qui serait réservé à Bérenger, le « fauteur de trouble », s'il tombait jamais entre les mains des dragons : 
La cour « condamne le nommé Colombe, prédicant, à être livré entre les mains de l'exécuteur de la haute justice, pour être par lui pendu et étranglé jusqu'à ce que mort naturelle s'ensuive, à une potence, qui sera, à ces fins, dressée sur la place du marché du bourg de Mens, et, attendu la contumace, il sera exécuté par effigie sur ladite place, et le condamne à une amende de dix livres envers le roi et à une aumône de cinquante livres et aux dépens et frais de justice. »
Bérenger, averti du danger, a eu le temps de se cacher en lieu sûr. Une maison amie, celle d'un catholique, l'abrite pendant ces longues journées d'attente où la maréchaussée est à sa poursuite. On raconte même qu'il put assister, d'une lucarne, au simulacre de son châtiment.

## Un placet à l'adresse de Louis XV

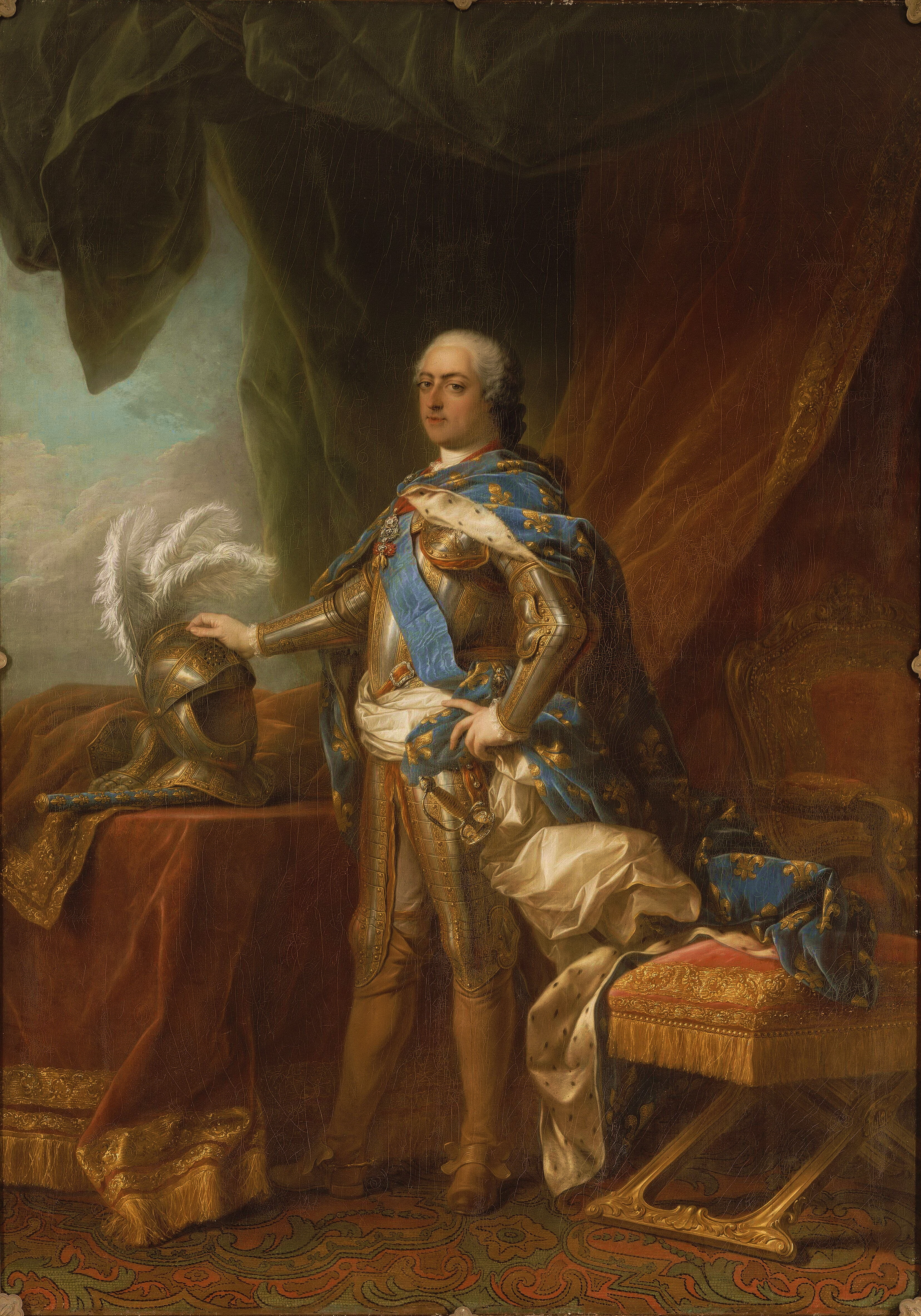
Louis XV, roi de France (1710-1774)

Les protestants dauphinois sont atterrés par cette campagne de représailles.
Sous le coup de ces nouvelles mesures de rigueur, ils envoient un placet à Louis XV :
« Hélas! Sire, que les coups qu'on frappe sur nous sont affreux ! Ce sont nos enfants arrachés de nos bras, ce sont nos mariages dissous, ce sont les liens qui nous détenaient le plus fortement au monde rompus, c'est la nature même poursuivie dans les asiles les plus sacrés et violentée dans ses sentiments les plus tendres, qui jettent tour à tour l'horreur dans nos âmes et nous forcent à faire monter à votre trône la voix de nos sanglots.  Nous sommes, Sire, si persuadés de toute l'étendue de vos bontés, que nous n'avons pas craint de vous présenter de si tristes objets : les baptêmes de nos enfants, nos mariages illégitimés, sujet perpétuel de nos frayeurs. Nous en avons déjà porté l'affligeant tableau. Aux pieds de Votre Majesté, avec nos larmes, et nous avions osé nous flatter que si on nous regardait comme coupables, on nous trouverait cependant encore dignes de pitié. Mais, Sire, votre parlement de Grenoble n'en connaît point pour nous. »  .

## Traqué par la maréchaussée, Colombe poursuit son ministère...

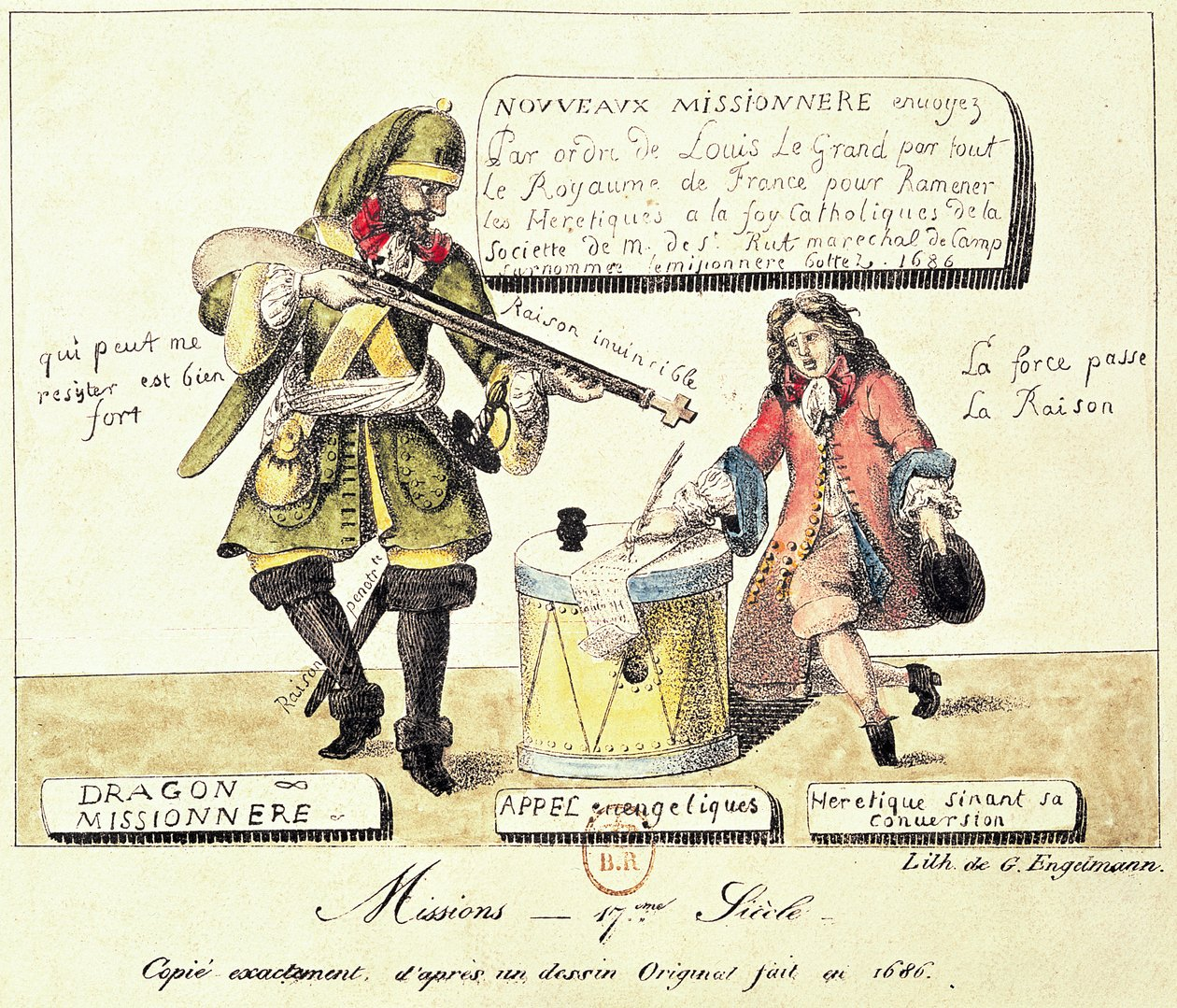
Dragonnades au XVIIèeme siècle

Bérenger n'attendit pas l'effet de cette requête pour continuer son œuvre. il  présidait des assemblées, bénissait des mariages et célébrait des baptêmes, se transportant partout où les fidèles réclamaient le secours de son ministère.
Sans cesse traqué comme une bête fauve, Bérenger courait des dangers de plus d'un genre, et ses tournées pastorales étaient fécondes en péripéties. Un jour, le fidèle pasteur arrive, harassé de fatigue , près d'une ferme isolée du Bas-Dauphiné. Ce sont des frères qui l'attendent, et il se promet quelques heures de repos sous leur toit. Il rencontre sur la porte un enfant d'une dizaine d'années et lui demande s'il y a des étrangers dans la maison. — Non, Monsieur, lui répond l'enfant. — Et ton père, que fait-il ? — Il est allé chercher les hommes de la maréchaussée, parce que le ministre doit venir loger chez nous ce soir. — Eh bien, dis-lui, réplique Bérenger, que le ministre est bien venu, mais qu'il a jugé bon de continuer sa route.

## Représentant du Dauphiné au sein d'une organisation nationale et clandestine

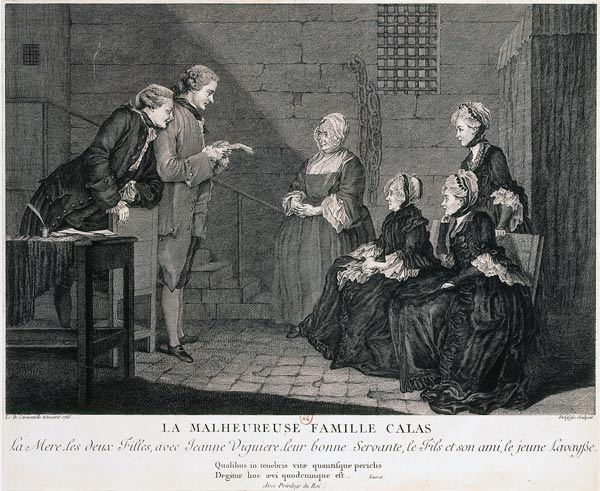
La malheureuse famille Calas, dont l'honneur fut restauré par Voltaire

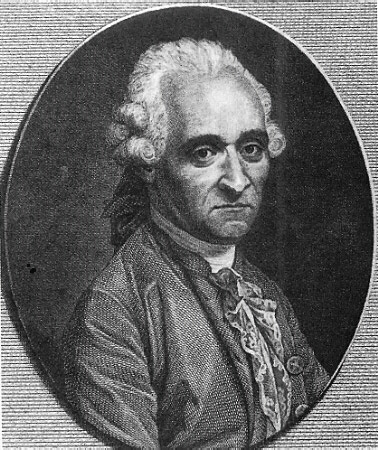
Antoine Court de Gébelin, écrivain français

### S'organiser pour mieux résister
À cette époque, sept pasteurs ou proposants desservent les Églises du Dauphiné, sans compter deux étudiants qui se préparent, à Lausanne, pour le ministère dans cette province. Le sort des Églises est toujours précaire; la répression toujours vivace. Dans le courant de l'année 1762, Toulouse on a vu mourir les trois frères de Grenier et le pasteur Rochette, et, bientôt après, le meurtre juridique de Jean Calas est venu montrer à quelles extrémités l'homme peut se laisser entraîner, lorsqu'il est aveuglé par le fanatisme. 

### Représentant au synode national de 1763
Malgré cette recrudescence de la persécution, les pasteurs français  croient le moment favorable pour convoquer un synode national du 1er au 10 juin 1763 ; cette assemblée sera la dernière de ce genre qui se tiendra au Désert. Une douzaine de  provinces y sont représentées par dix-huit pasteurs et seize anciens (soixante-deux ministres et vingt-quatre proposants qui prêchent dans le royaume). Les Églises du Dauphiné y députèrent Bérenger et son collègue Rozan. 
Les membres du synode, dont Paul Rabaut est élu modérateur, renouvelant avec un  empressement « la promesse de concourir de tout leur pouvoir à entretenir leur union, en persévérant à professer la même foi, à célébrer le même culte, à pratiquer la même morale, à exercer la même discipline et à se prêter des secours mutuels qui marquent que, comme les premiers chrétiens, ils ne sont qu'un cœur et qu'une âme. » Ils manifestent aussi leur fidélité envers le souverain, en ordonnant à toutes les Églises de célébrer un jour solennel d'actions de grâces, pour remercier Dieu de la paix qu'il venait d'accorder à la France, après la guerre de Sept Ans.

### Colombe nommé «correspondant national»
Un des articles du synode enjoignait à chaque province de nommer des correspondants pour écrire, de trois en trois mois, aux autres provinces, afin qu'on pût[Qui ?] se tenir mutuellement au courant des faits importants qui se passeraient dans les différentes circonscriptions synodales. C'est pour répondre à ce désir que Bérenger va correspondre avec tous les réseaux de pasteurs de l'époque, par exemple à plusieurs reprises, avec Jean Journet, dit Tenjour, pasteur du Béarn, qu'il avait connu à Lausanne! : « Le pigeon battu de l'épervier se regarde, quoiqu'en sûreté, comme guetté par son ennemi et n'ose se donner aucun mouvement, crainte d'être saisi. » C'était là, disait-il, la situation des Églises du Dauphiné trois ou quatre mois auparavant , et Bérenger poursuit son courrier en énumérant le  grand nombre de poursuites et d'emprisonnements. « Depuis, » ajoute-t-il, «  on reprend courage. » 

### Agent de liaison du Dauphiné
Un synode provincial se tint dans le Dauphiné, les 6 et 7 avril 1764. L'assemblée chargea le pasteur Rozan d'écrire à Antoine Court de Gébelin, le fils d'Antoine Court. Penseur physiocrate, d'une grande érudition, Court de Gébelin, sortait de la même école que Bérenger. Il s'était établi en 1763  à Paris, où il avait reçu la place de censeur royal. Après vingt ans d’études, il commença à publier l’ouvrage auquel il dut sa réputation et dont il s’occupa jusqu’à sa mort, le Monde primitif analysé et comparé avec le monde moderne. On lui demanda[Qui ?] de multiplier ses efforts en vue de procurer aux protestants un état plus tranquille. On décida[Qui ?] de présenter aussi une requête au premier président du parlement de Grenoble, au nom de tous les protestants de la province, pour le féliciter de son heureux retour et pour le prier de leur être favorable. 
Le synode, se souvenant de l'article du national, qui ordonnait aux Églises d'entretenir entre elles une exacte correspondance, charge officiellement Bérenger de cette mission : à lui d'écrire à celles du Haut-Languedoc, des Basses-Cévennes et du comté de Foix. Si le besoin de pasteurs se fait sentir dans la province, c'est Colombe, là encore, qui gère les relations avec les directeurs du séminaire de Lausanne pour les prier d'accorder une place à tel ou tel « proposant ». C'est lui enfin qui maintient le lien avec les étudiants en Suisse, souvent d'ailleurs pour les prier de raccourcir leur formation, revenir sans retard, eu égard au manque de pasteur dans telle ou telle autre vallée.

## Installation définitive, mariage dans le Trièves et poursuite des persécutions

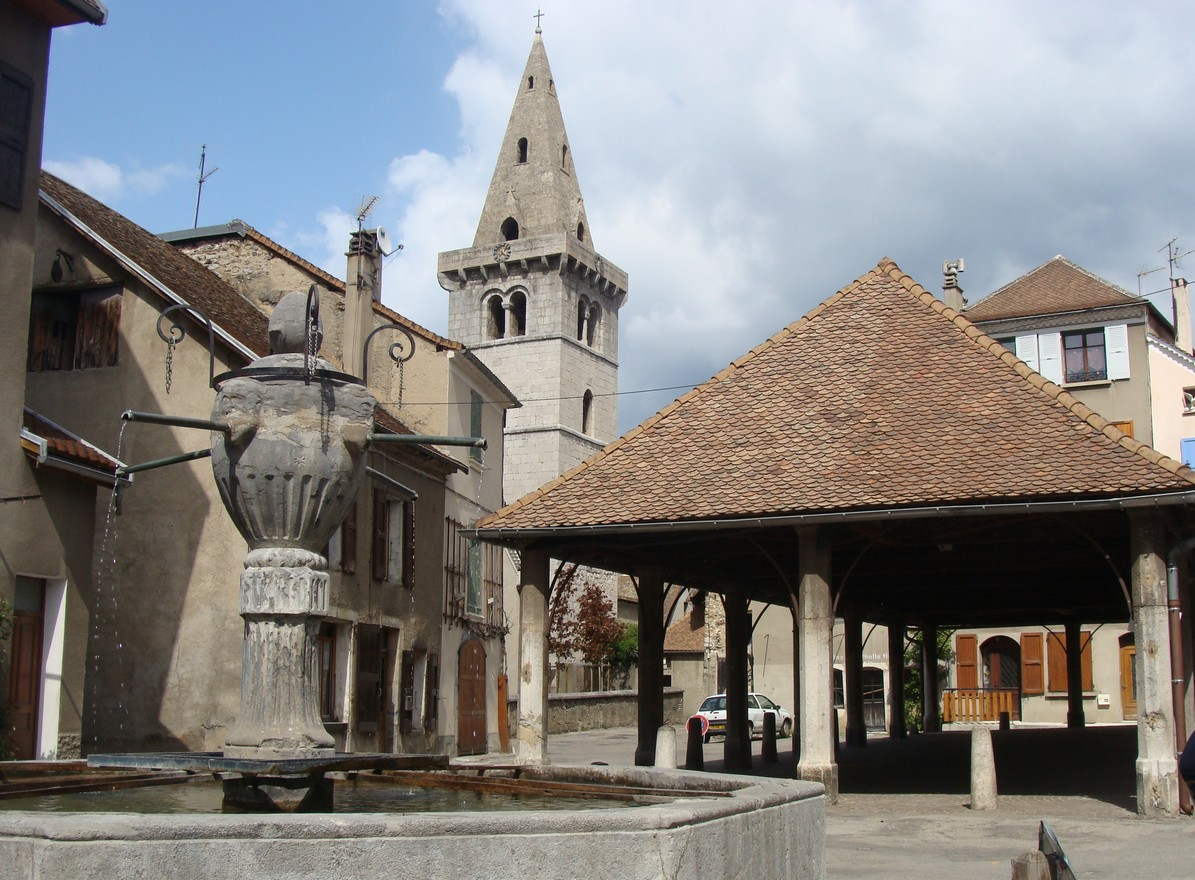
Mens, la petite Genève des Alpes (place de la halle)

Ce fut vers 1765 que Bérenger, qui l'avait déjà parcouru à plusieurs reprises, fixa définitivement sa demeure dans le Trièves. L'année précédente il était encore dans le Bas-Dauphiné, comme nous l'apprend l'article 9 du synode de 1764. 
Notre pasteur s'était d'abord fixé à Tréminis.  Ce village, fut longtemps la retraite des pasteurs persécutés. La piété simple et le caractère affectueux des habitants avaient rendu ce pays cher à des hommes exposés tous les jours à être entraînés par la maréchaussée » . 

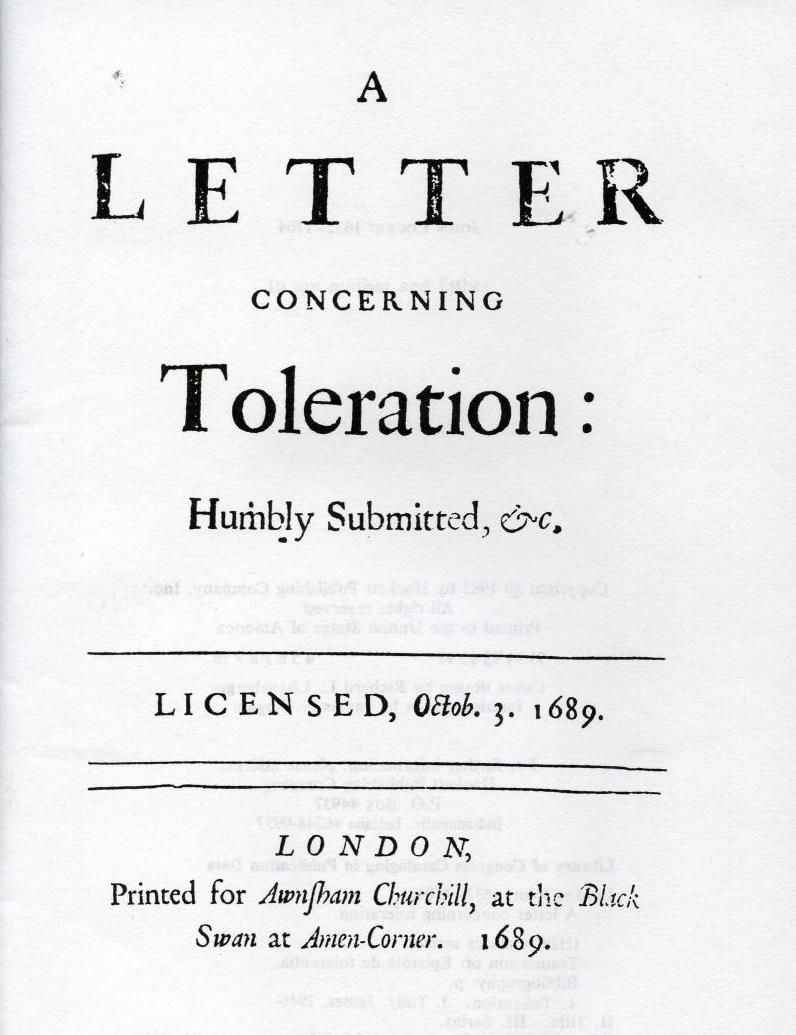
A Mens, Angélique Bérenger garde précieusement caché son exemplaire de la Lettre sur la Tolérence de John Locke

### Mariage avec une jeune «militante»
C'est aussi vers cette époque, en 1765, que Bérenger épouse une fille d'une respectable famille de Mens, Angélique Allouard, condamnée elle aussi dans le procès de 1759. Elle avait été poursuivie ainsi que ses deux sœurs, Marguerite et Madeleine, et condamnée à une amende de dix livres envers le roi, une aumône de cinquante livres et aux dépens. Sa famille a eu à subir plus d'une persécution. Un jour, la maréchaussée était arrivée dans sa maison. Par une coïncidence douloureuse, le corps de sa mère, décédée la veille, était déjà dans la bière ; son père était au lit malade. On[Qui ?] ne l'avait pas moins saisie avec ses sœurs pour les conduire à Grenoble. Là on leur avait[Qui ?] fait choisir entre la détention à la conciergerie ou le couvent. Par miracle, le président du parlement, qui possédait une campagne dans les environs de Mens, connaissait leur famille. Il les avaient dissuadées d'accepter le couvent, comme on les y engageait[Qui ?] sous prétexte qu'elles auraient une prison plus douce. Une seule refusa de suivre son conseil et ne recouvra plus jamais sa liberté. Les autres purent bientôt reprendre le chemin de Mens.

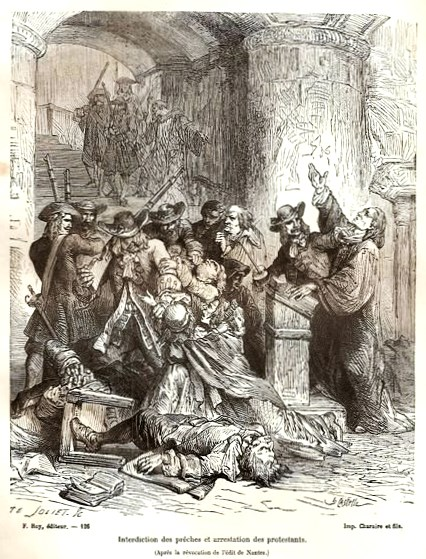
Les dragons pourchassent le "Huguenot"

Angélique Bérenger, est une femme cultivé, lectrice de John Locke, dont la foi s'était trempée dans l'épreuve. Dans le protestantisme français, les femmes sont déjà considérées comme des « égales ». Angélique sera d'un grand secours et un pilier pendant le reste de la vie missionnaire de Colombe. Les mauvais jours ne sont pas encore derrière eux, la persécution, qui semble parfois se ralentir, va reprendre bientôt une vigueur nouvelle et le jeune couple est obligé de s'habituer à cette vie entourée de périls.

### Arrestations déjouées
Un jour, Colombe est à Saint-Bonnet, dans le Champsaur, chez une pauvre femme, quand la maréchaussée frappe à la porte. Bérenger n'hésite pas : mettant à profit sa petite taille, il se blottit dans la table à pétrir qui se trouve au milieu de la pièce et le couvercle est remis en place. Bientôt les soldats arrivent et demandent à grands cris le ministre. — « Cherchez bien, depuis la cave jusqu'au grenier, » leur répond la maîtresse du logis. « Je suis bien sûre que vous ne le trouverez pas. » . Leurs recherches, en effet, furent infructueuses, et cette femme, assure-t-on, eut même le courage de leur servir à boire sur cette table qui abritait dans ses flancs le proscrit.
Un autre jour, au  Mas des Grangeons, à 15 km de Nyons (Drôme), il doit se cacher sous des fagots...
Enfin, à l’auberge de Saint-Véran, dans le Queyras,  il ne doit la vie qu’à une rixe qu’engagent les huguenots contre les hommes de la maréchaussée pour le sauver.
Le Parlement de Grenoble veut sa tête...

## La deuxième condamnation à mort du «Martyr»

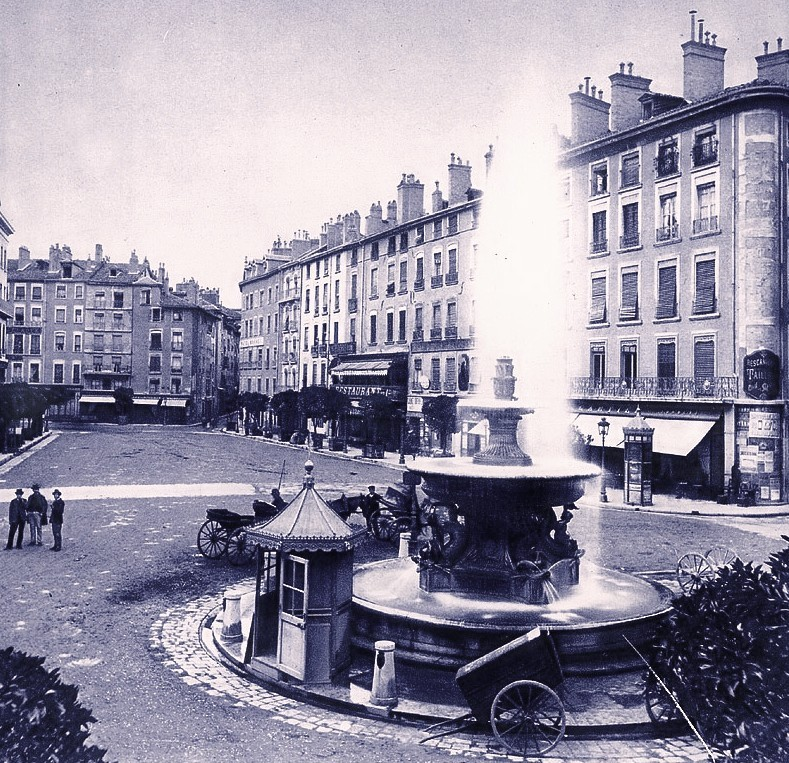
Bérenger est brulé en effigie sur la Place Grenette à Grenoble

À cette époque pourtant, en France, les assemblées de jour deviennent  plus régulières et sont fréquentées progressivement par les notables. C'est une période de tranquillité relative : les troupes ne sortent plus guère de garnison. Certains pasteurs vivent même avec leur femme et leurs enfants dans leur maison au vu et au su de tout le monde. Pourtant, le sort s'acharne contre Bérenger.
En 1766, il est condamné une seconde fois à mort par contumace et pendu en effigie, cette fois-ci  sur la grande place de Grenoble. 
L’Arrêt du 31 mai 1766 condamne en effet  les nommés Desnoyers et Colombes, prédicants contumaces, à être pendus, et le nommé Girard, lecteur, aussi contumace, aux galères ; plusieurs autres particuliers, y dénommés, à des peines afflictives ; tous convaincus de contraventions aux édits et déclarations du roy, concernant la religion prétendue réformée. Entre le procureur général du roy, etc., ( …) ; livrés entre les mains de l'exécuteur de la haute justice pour, la hart au col, être conduits à la place de cette ville, et, à une potence qui sera à cet effet dressée, y être pendus et étranglés jusqu'à ce que mort naturelle s'ensuive ; et, attendu la contumace desdits Desnoyers et Colombe, leur effigie sera mise sur un tableau qui sera attaché à ladite potence ; et a condamné lesdits Desnoyers et Colombes à dix livres d'amende envers le roy, chacun le concernant, aux dépens et frais de justice : « Signé Boisset. »
Cette double condamnation capitale, à laquelle, à cette date, on est si loin de s'attendre, produit dans les Églises une émotion profonde. Bérenger n'est plus désormais appelé que le « Martyr ». L'écrivain Antoine Court de Gébelin s'élève avec force contre cet arrêt d'un autre âge. Il tente de faire entendre sa  à Paris la protestation de sa conscience de citoyen et de chrétien ; mais des années  s'écouleront encore avant qu'elle soit écoutée.

## Naissance de son fils Jean Bérenger

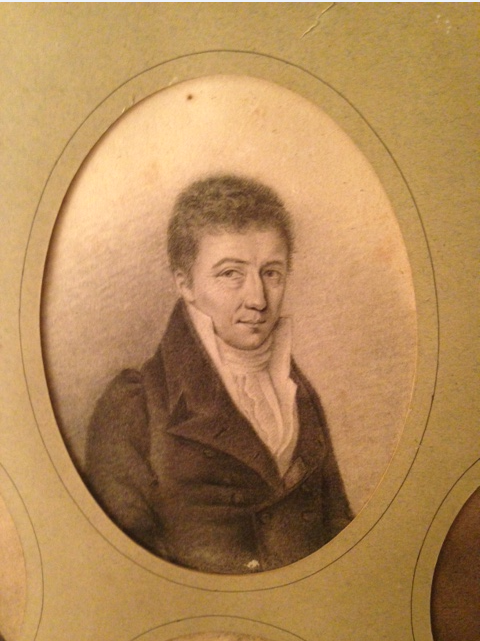
Jean Bérenger (1767-1850), fils de Colombe

### Un enfant dans la clandestinité
Comme pour le dédommager des persécutions dont il était l'objet, Dieu donna un fils au pasteur du Désert.
Le 8 avril 1767, Angélique met au monde dans la clandestinité, au lieu-dit « Château Bas » près de Tréminis (Isère), son fils Jean Bérenger, qui sera avec Lucien Bonaparte l’un des instigateurs du coup d’état du 18 brumaire.

### Les registres d'état civil
Avec l'avènement d'une Église de l’ombre, appelée « Église du Désert », se trouvent côte à côte deux organisations ecclésiales : l’une officielle, l’autre interdite, pourchassée, condamnée. Le seul état civil reconnu est désormais géré par l’Église catholique. 
Les protestants refusent naturellement de faire baptiser leurs enfants ou de célébrer un mariage devant le curé de la paroisse. Ce serait affirmer l’appartenance à une doctrine qu’ils rejettent. Ils sont célébrés par les pasteurs itinérants, « au Désert », même si ces pratiques sont sévèrement condamnées : peine de galère ou de prison, fortes amendes (souvent 1 500 à 2 000 livres, soit 7 000 à 10 000 € d’aujourd’hui) ou séparation des ménages considérés comme concubins. Les enfants, assimilés à des bâtards sont privés d’héritage. On force les parents à les faire baptiser sous peine d’enlèvement et de détention dans des couvents.

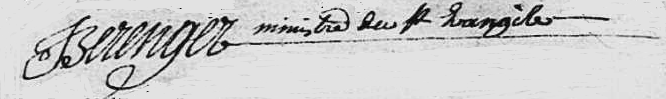
Signature de Colombe, le Pasteur Bérenger (1731-1813, sur les registres d'état civil dont il a la charge

C'est donc tout logiquement le pasteur Bérenger, lui-même, qui rédige l'acte de naissance de son fils Jean. « L’an mille sept cent soixante-sept et le 8 avril est né au lieu  de château Bas en Trémigni, fils à nous soussigné et à Angélique Alloard. Nous lui avons administré les sacrements du baptême, le treize du mois. Son parrain a été Jean Luyat et la marraine (…) Faure ».

### Un milieu «hors pair» pour se forger un destin
Par un étrange retour de la fortune, ce fils  né clandestinement et du même coup, pour ainsi dire, sur la paille, allait être favorisé des honneurs de ce monde. Proche conseiller de Napoléon et honoré de son amitié, quoique son esprit indépendant l'eût fait surnommer par l'empereur « la Contradiction ».  Toute une élite de fils de pasteurs du Désert  ou « d'anciens de Lausanne » devait briller par ses talents.  Ainsi par exemple, l'ami des Bérenger, Jean-Paul Rabaut de Saint-Étienne, député du tiers état, qui prêta le serment du Jeu de paume et participa aux débats de la Déclaration des droits de l’homme et du citoyen et à l’élaboration de la constitution de 1791 ; ou encore André Jeanbon, dit Saint-André, qui fit instituer en France le  drapeau tricolore, le 27 pluviôse, An II, lui aussi – sans surprise – élève à Lausanne ; une véritable consécration pour une école qui ne formait qu'une poignée d'élèves (5 à 6) par an.

## De l’édit de Tolérance à l’Empire

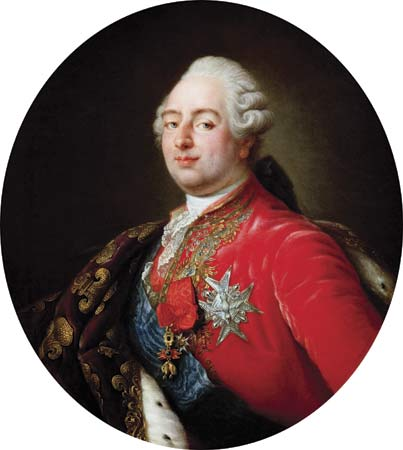
Louis XVI

Peu à peu l'on vit grandir le nombre de leurs pasteurs. Les actes du synode de 1777 nous apprennent qu'ils sont  à cette époque douze pour desservir les Églises du Dauphiné. Mais leur nombre ne peut suffire aux besoins des Églises. Bérenger-Colombe, le Martyr, reprend attache avec ses bons amis du comité de Lausanne pour augmenter les effectifs».

### L’édit de Tolérance  de Louis XVI

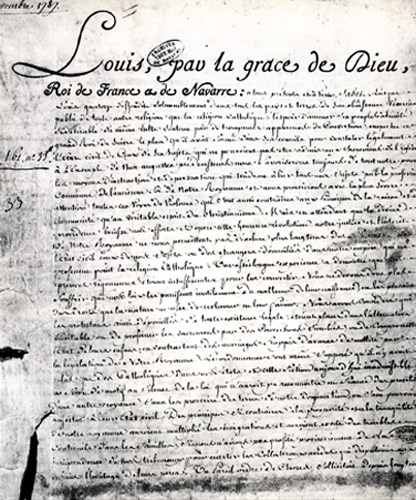
Édit de tolérance (1787) signé par Louis XVI

En novembre 1787, Louis XVI fait paraître son célèbre édit de tolérance, et la persécution, dont les protestants ont été si longtemps victimes, cesse d'une manière légale. « L'exécution de ce bienfaisant édit » dit Rabaut le jeune, c'est-à-dire Rabaut Saint Étienne,  « suivit de près sa promulgation ; et l'on vit bientôt les réformés accourir en foule chez les juges royaux pour faire enregistrer leurs mariages et les naissances de leurs enfants… On vit des vieillards faire enregistrer avec leurs mariages ceux de leurs enfants et de leurs petits-enfants. »

### Des Droits de l'homme à la Terreur
Bérenger pouvait espérer que ses dernières années s'écouleraient en paix, et qu'à la première période si agitée de sa vie allaient succéder des jours tranquilles, surtout lorsque la Révolution proclama les droits de l'homme et affirma, par un décret de l'Assemblée constituante, l'égalité des cultes devant la loi. Mais la Révolution, « étrangère à la vie de Dieu, » était grosse d'orages, et bientôt une effroyable tempête se déchaîna sur la France. Bérenger supporta ces nouvelles épreuves avec l'humble courage de la foi. Il fallut chercher de nouveau dans les forêts de sapin un asile pour le culte proscrit. Il fut même supprimé quelque temps pendant la Terreur. Notre pasteur dut encore se déguiser et se blottir dans des cachettes pour éviter les tribunaux révolutionnaires. Mais les curés, cette fois, couraient les mêmes risques que les ministres. L'un d'eux, nommé Aulagnier, trouva même, dans ces jours néfastes, une retraite sûre dans la maison de la famille Richard, alliée aux Bérenger. Ce prêtre, fut nommé plus tard vicaire général à Valence. 

### Du Directoire à l'Empire
Un décret du 3 ventôse an III (21 février 1795) autorisa le libre exercice des cultes, en laissant aux fidèles le soin de les entretenir de leurs propres deniers et en leur défendant de célébrer aucune cérémonie sur la voie publique. 

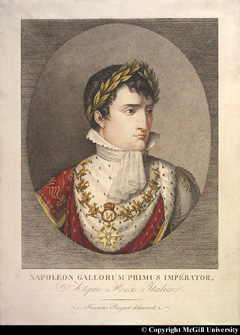
Napoléon, premier empereur des Français

### Une présidence enfin officielle
Le 7 avril 1802 et, trois ans après, un décret  du 25 fructidor an XIII (septembre 1805) de l'empereur; accordait une Église consistoriale de la communion réformée à Mens, « sans préjudice, toutefois, des cérémonies extérieures du culte catholique (1). » Bérenger, nommé président du Consistoire, est investi solennellement de sa charge, et, à genoux, la main étendue sur la Bible ouverte devant lui, il prête serment, en présence du maire et du juge de paix. C'est le dernier acte important de sa vie de ministre.

### Une retraite méritée

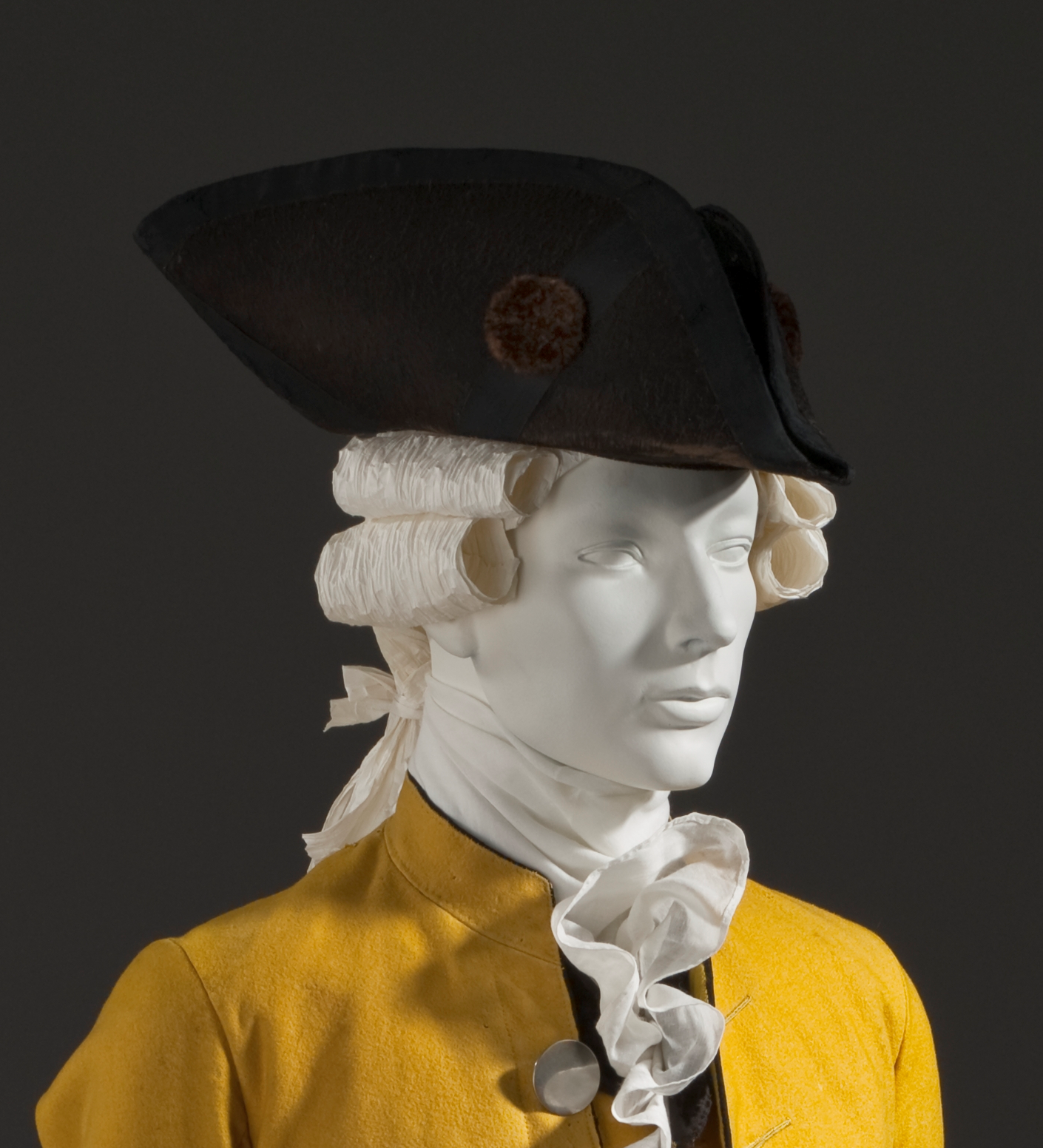
Tricorne et perruque, la « mise de Bérenger »

Le pasteur septuagénaire ne tarda pas à se démettre de sa charge ; mais il vécut encore plusieurs années à Mens, dans une maison qu'il s'était fait construire  par son fils, entouré du respect et de la considération de tous. Il était de petite taille et portait le chapeau tricorne et la perruque poudrée, à la mode du temps. Son regard était pétillant. Son caractère, naturellement gai, avait conservé tout l'entrain de la  jeunesse. Il aimait à plaisanter dans l'intimité, avec grâce, et ne dédaignait pas d'assaisonner la conversation de quelques mots empruntés au dialecte du pays. 
II fit le voyage de Paris, où son fils le réclamait avec instance . Mais les merveilles de la capitale ne l'éblouirent point. Le bruit de la grande ville ne pouvait convenir au vieux prédicant du Désert. Il préférait celui des torrents du Trièves et du vent dans les branches sonores des sapins. Comme une colombe effarouchée, il se hâta de regagner les montagnes de son pays d'adoption, pour s’occuper de ses roses. 
C'est à Mens qu'il mourut, en 1813 , précédant de quatre ans dans le tombeau sa fidèle compagne Angélique.  Quelques-unes de ses dernières paroles montrent combien sa communion avec son Dieu était profonde. « Donnez-moi un peu de cette liqueur, » dit-il peu de temps avant de mourir, « afin que je puisse m'entretenir quelques instants encore avec mon Dieu. »

## Descendance
Colombe et le comte Jean Bérenger sont les aïeux en ligne directe de Pierre-Patrick Kaltenbach (1936-2014), magistrat à la Cour des comptes.